# Habrocnemis
Habrocnemis is een geslacht van rechtvleugeligen uit de familie veldsprinkhanen (Acrididae). De wetenschappelijke naam van dit geslacht is voor het eerst geldig gepubliceerd in 1930 door Uvarov.

## Soorten
Het geslacht Habrocnemis omvat de volgende soorten:
- Habrocnemis shanensis Uvarov, 1942
- Habrocnemis sinensis Uvarov, 1930